# Messier 80
Messier 80 (hay còn gọi M80 hay NGC 6093) là cụm sao cầu trong chòm sao Thiên Yết. Charles Messier đã phát hiện ra nó vào năm 1781.
M80 nằm ở giữa α Scorpii (Antares) và β Scorpii trong vùng nhiều tinh vân của Ngân Hà. Nó có thể quan sát bằng kính thiên văn nhỏ và hiện lên như một quả bóng lốm đốm sáng. Với đường kính biểu kiến khoảng 10' và khoảng cách từ Trái Đất tới nó là 32.600 năm ánh sáng, M80 có đường kính khoảng 95 năm ánh sáng. Cụm sao này chứa vài trăm nghìn ngôi sao, và là một trong những cụm sao cầu chứa nhiều sao nhất trong dải Thiên hà.
M80 chứa tương đối lớn các sao xanh lạ (blue straggler), những sao có tuổi trẻ hơn nhiều so với cụm sao. Người ta cho rằng những ngôi sao này đã mất đi lớp bên ngoài của chúng do chúng quá gần các sao khác trong cụm hoặc có lẽ là kết quả của sự va chạm giữa các sao ở vùng dày đặc của cụm. Ảnh chụp từ Hubble đã cho thấy rõ có những vùng mật độ cao các sao xanh lạ, gợi ra một điều là vùng trung tâm của cụm này dường như có tốc độ bắt giữ và va chạm giữa các sao rất cao.
Ngày 21 tháng 5 năm 1860, một sao mới đã được phát hiện trong M80 có độ sáng đạt đến +7,0. Ngôi sao mới này, định danh là sao biến quang T Scorpii, trong khoảng thời gian ngắn đạt đến cấp sao tuyệt đối -8.5, và chiếu sáng toàn bộ cụm sao.